# Dysdera unguimmanis
Dysdera unguimmanis este o specie de păianjeni din genul Dysdera, familia Dysderidae, descrisă de Ribera, Ferrández și Blasco, 1985.
Este endemică în Insulele Canare. Conform Catalogue of Life specia Dysdera unguimmanis nu are subspecii cunoscute.